# Svenska nationalbibliografin
Svenska nationalbibliografin innehåller data över bokproduktionen i Sverige oavsett ämne samt en överblick över den svenska bokutgivningens utveckling. Nationalbibliografin innehåller förutom böcker även tidskrifter, kartor, dagstidningar och delar i monografi- och rapportserier. Kungliga biblioteket framställer nationalbibliografin på uppdrag av Sveriges regering.
1878 publicerades den första nationalbibliografiska produkten, Svensk bokkatalog 1866/75. Svenska Bokförläggareföreningen var initiativtagare till Svensk bokkatalog. Från 1953 tog Bibliografiska institutet på Kungliga biblioteket över uppdraget att producera nationalbibliografin. Nationalbibliografins årsförteckning publicerades från detta år med titeln Svensk bokförteckning av Tidningsaktiebolaget Svensk bokhandel. Den sista tryckta årskatalogen, Svensk bokförteckning 2003, utkom 2004.
Numera framställs svenska nationalbibliografin av Enheten för nationalbibliografin på Kungliga biblioteket och ingår i Libris, Sveriges nationella bibliotekssystem. I Libris finns metadata från nationalbibliografin från och med 1976. Metadata från nationalbibliografin finns tillgängliga som öppna data.
Kungliga biblioteket producerar varje år en statistisk rapport över bokutgivningen som registrerats i nationalbibliografin. År 2015 registrerades 15 294 nya böcker på 51 olika språk. Av dessa var 1 483 livsberättelser, 2 799 doktorsavhandlingar och 2 117 böcker för barn och ungdomar.
IFLA (International Federation of Library Associations and Institutions) uppdaterar kontinuerligt ett register över världens alla nationalbibliografier, National Bibliographic Register.